# Chaetomium nozdrenkoae
Chaetomium nozdrenkoae är en svampart som beskrevs av Sergeeva 1961. Chaetomium nozdrenkoae ingår i släktet Chaetomium och familjen Chaetomiaceae.   Inga underarter finns listade i Catalogue of Life.